# 忠义庙

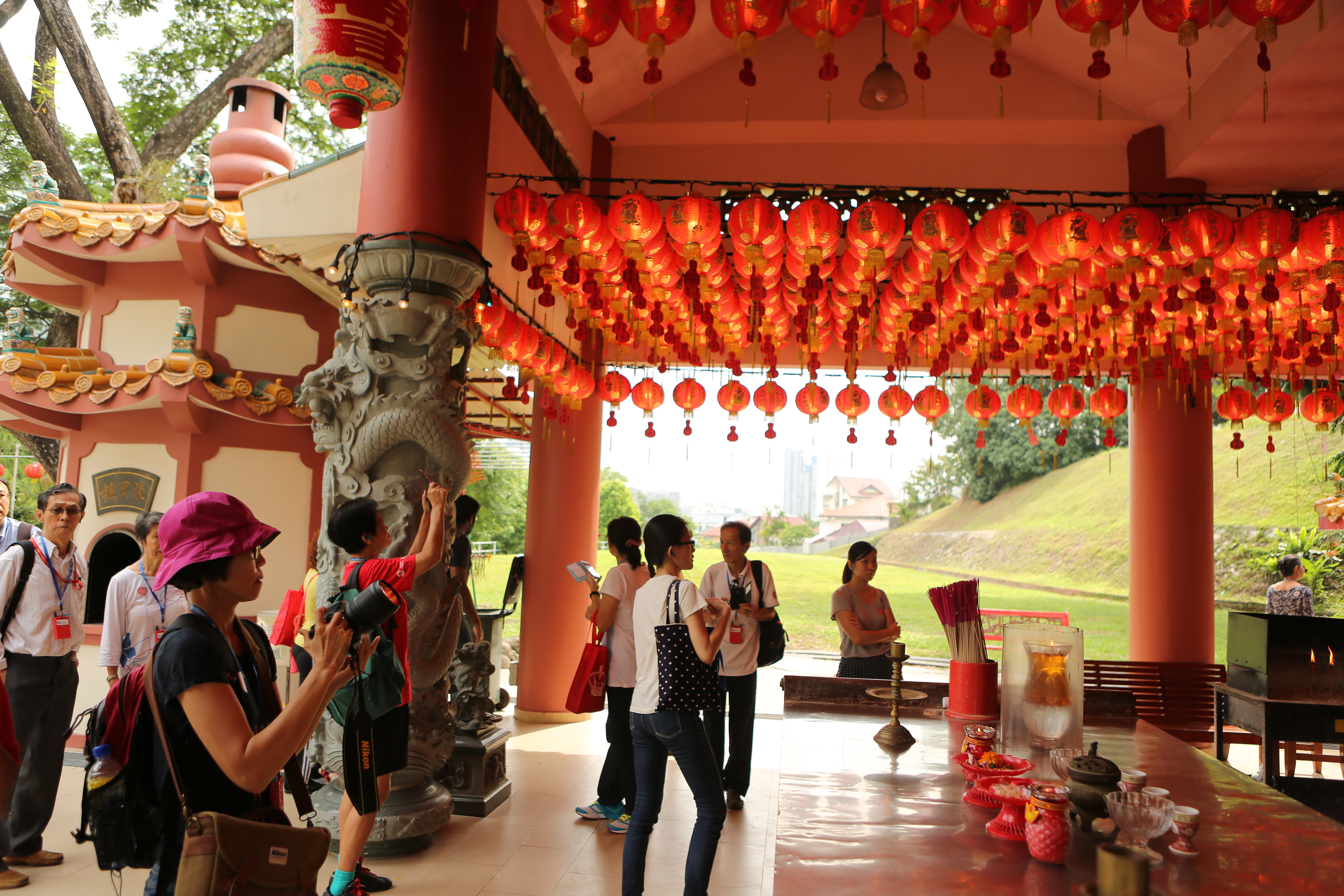
摄于2016年的庙宇

忠义庙（英語：Tiong Ghee Temple）是一座位于新加坡女皇镇史德林路的道教庙宇，是女皇镇最古老的道教庙宇。

## 历史
忠义庙是为了取代无尾港村的一座旧庙而建。该旧庙于1968年因美岭苑的开发而被拆除。那座旧庙最初名为义忠庙，建于第二次世界大战结束后的 Hong Yin Hill，是用来取代一座更早在1930年代由储物屋改建而成的庙宇。1966年，该庙被改名为忠义庙。
旧庙拆除后不久，便开始为新庙筹款。新庙于1973年正式落成，由著名商人蔡普中主持开光仪式。 庙宇供奉的主神是关公。
庙里仍保留着最初的神像。虽然自2010年前已有十多年没有道教乩童在庙中出现，但原先乩童所用的椅子、灵鞭和法剑仍保存在庙中。